# Jan Paleolog (syn Andronika II)
Jan Paleolog (gr.) Ἱωάννης Παλαιολόγος (ur. 1286, zm. 1307) – syn cesarza bizantyńskiego Andronika II Paleologa i jego drugiej żony Jolanty z Montferratu.  

## Życiorys
W 1295 otrzymał tytuł despoty. W latach 1304–1397 pełnił funkcję gubernatora Tesaloniki.  